# 明石勇
明石 勇（あかし いさむ、1941年〈昭和16年〉11月28日 - ）は、元NHKエグゼクティブアナウンサー。65歳を過ぎたこともあり、現在は「番組出演契約」という形でNHKのラジオ番組キャスターを務める。

## 人物
慶應義塾高等学校を経て慶應義塾大学経済学部卒業後、1964年入局。
正職員在職中は、主に報道担当のアナウンサーとして活躍。これまで、ラジオ『午後のロータリー』や『NHKニュースワイド』土曜日キャスターなどを歴任した。定年退職後は『ラジオ深夜便』日曜のアンカーを担当した。
大のジャズファンであり、ラジオ深夜便の担当日には、ジャズを中心にしたコーナーがあった。作曲家、アレンジャー、ジャズピアニストとして知られる大野雄二は、高校、大学時代の同級生であり、高校時代にジャズ・バンドを組んでいた間柄でもある。大学時代も名門ビッグバンド「慶應義塾大学ライトミュージックソサエティ」で一緒であった（明石はアルトサックス）。 その大野は、明石が長い間担当していた紀行番組『小さな旅』のテーマ音楽を手がけている。
2012年より毎年3月11日に国立劇場にて政府主催の『東日本大震災追悼式』が行われており，そのうち2013年～2015年・2019年の4度にわたり、進行役を務めた。

## 現在の出演番組
- ラジオニュース

## 過去の出演番組
- 午後のロータリー
- 国会中継（随時担当）
- NHKニュースワイド（1980年度 - 1982年度）（土曜日キャスター）
- ニュースウィークリー
- ミュージックダイアリー（1985年度）（ナレーション）
- NHKニュース (午後7時)（1985年度 - 1987年度途中迄）（土日キャスター）
- イブニングネットワークきんき（1988年度 − 1990年度）（初代キャスター／関西ローカル）
- NHKニュース (正午)【キャスター】
  - 平日：1983年度 - 1984年度、1991年度 - 1992年度
  - 土日：1994年度
- NHKニュースおはよう日本（1993年度）（平日サブキャスター）
- ニュースポートひろしま（広島ローカル）
- 小さな旅（1998年度 - 2005年度）
- NHKきょうのニュース（2011年6月5日・代役）
- ラジオ深夜便（2000年頃4月 - 2017年3月・奇数週日曜アンカー）

※ラジオ深夜便では、翌日から（月曜を基点とした場合の）新しい1週間が始まることから「これからの1週間に入る前のひと時、ゆったりとお付き合いいただければ幸いです」とコメントする所から番組を始めていた。
※当初は偶数週日曜の担当であったが、奇数週日曜担当の徳田章アナが2011年7月10日から『NHKのど自慢』担当になったため、同年7月は毎週担当し、8月から奇数週を担当した。
- ラジオ深夜便「放送100年特集 ロマンチックコンサート 深夜便と私～思い出の曲ととともに」（2025年3月21日）（元アンカーとして出演）

## その他
- 2014年、NHK連続テレビ小説「花子とアン」において、アナウンス指導を担当した。